# Targhe d'immatricolazione della Svizzera

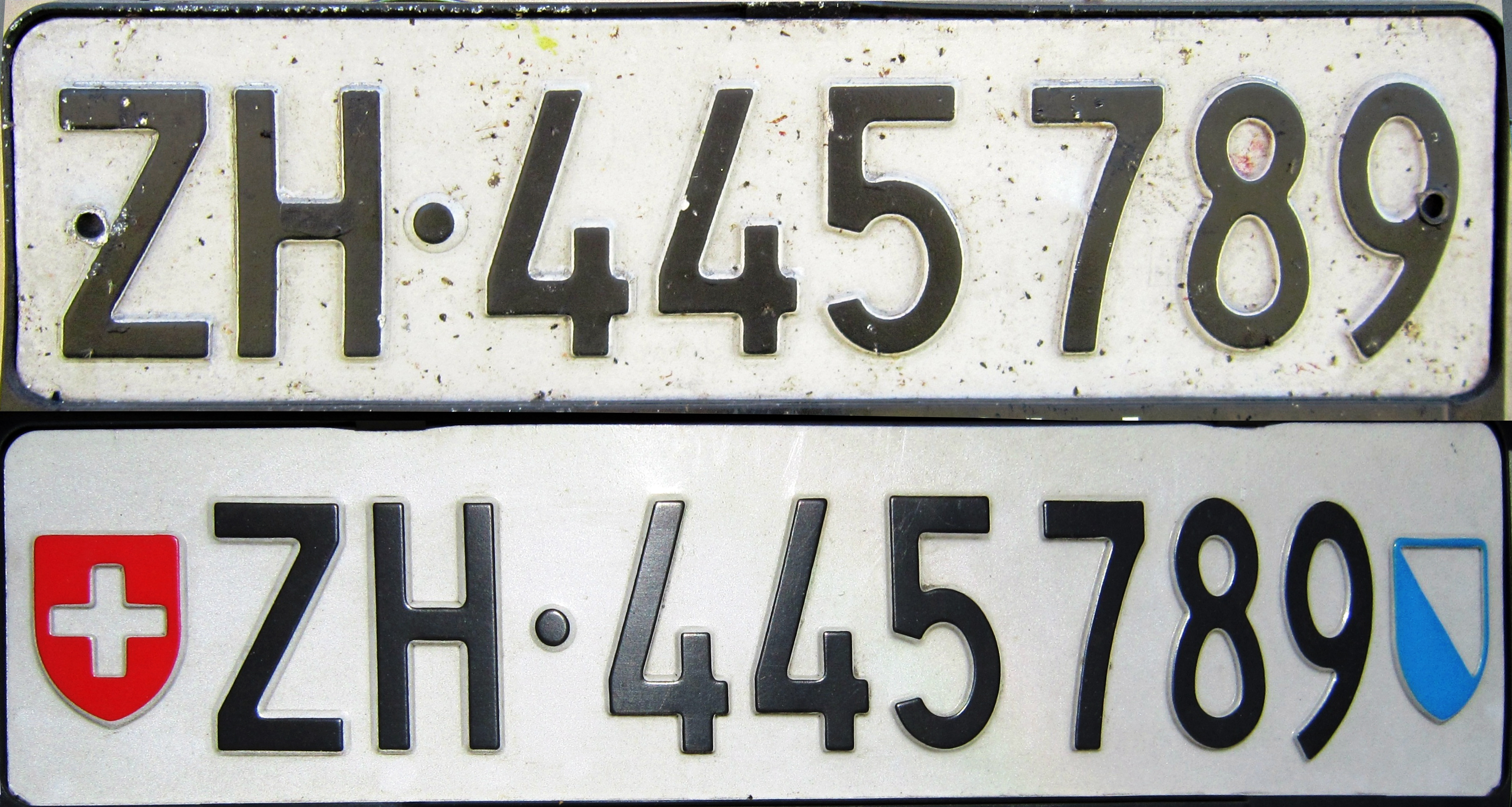
Targa anteriore (in alto) e posteriore (in basso) di un'auto immatricolata nel Canton Zurigo

Le targhe d'immatricolazione della Svizzera sono destinate ai veicoli immatricolati nel Paese alpino.

## Caratteristiche

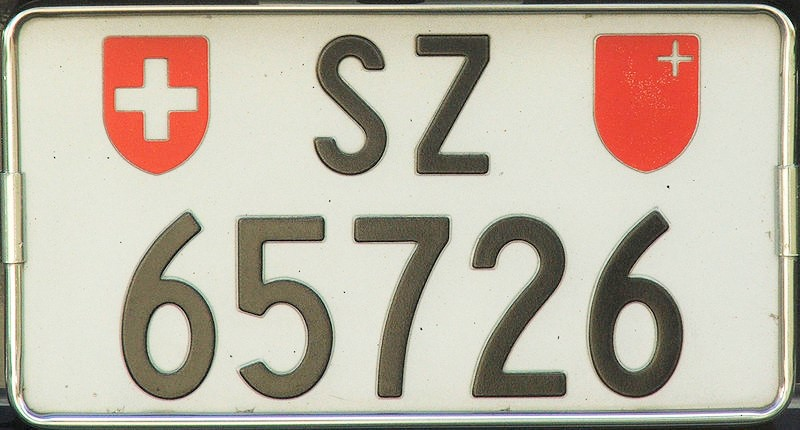
Targa posteriore su doppia linea del Canton Svitto

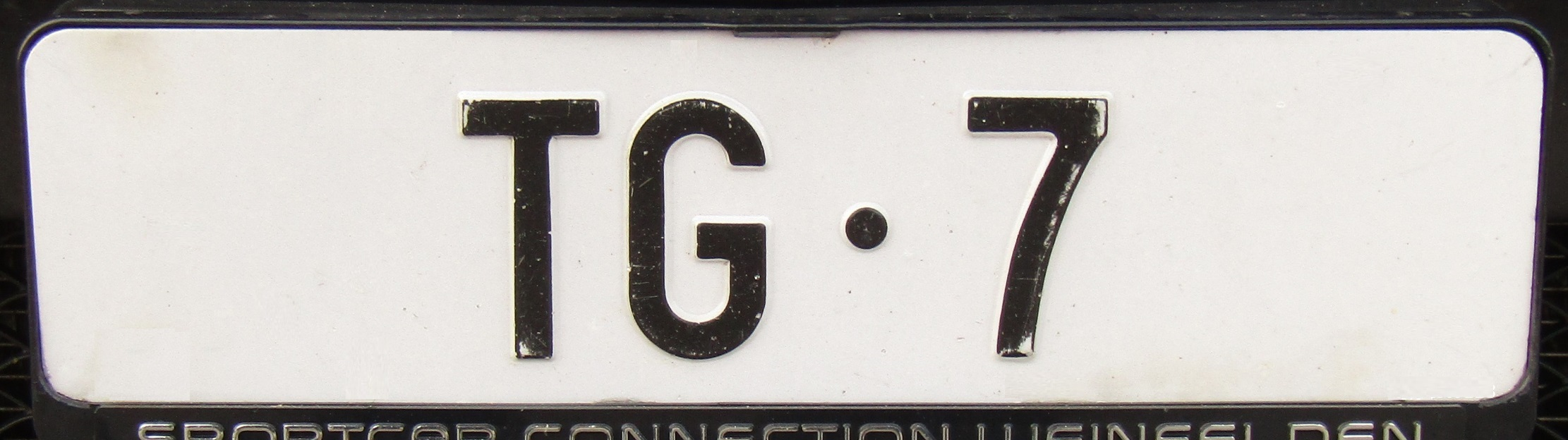
Targa anteriore (con numerazione bassa) del Canton Turgovia

Le targhe posteriori in Svizzera sono di due formati distinti, a seconda che i caratteri siano distribuiti su una o due righe. Nel primo caso l'emblema della Confederazione Elvetica precede la sigla identificativa del cantone, un punto, un numero che avanza progressivamente da "1" (le cifre variano quindi da una a sei) e lo stemma cantonale. Nel secondo caso, sulla prima riga vi sono le due lettere indicanti il cantone di immatricolazione, con lo stemma nazionale e quello del cantone rispettivamente a sinistra e a destra, sulla seconda il numero progressivo. Dai primi anni duemila, per motivi di migliore adattabilità alla parte posteriore della vettura, le targhe su una sola riga hanno preso il sopravvento come diffusione su quelle su doppia linea, invertendo la tendenza. 
Le targhe posteriori su un'unica riga dal 1987 hanno dimensioni in linea con lo standard UE: 500 × 110 mm, mentre quelle su due righe sono di dimensioni comparabili con le misure statunitensi: 300 × 160 mm. Fino al 1959 le targhe posteriori erano disponibili solo nel formato di 310 × 240 mm. Dal 1959 vennero rilasciate, su richiesta, anche nel formato lungo, che inizialmente era di 440 × 110 mm, in seguito di 380 × 110 mm. 
La targa anteriore, priva di stemmi, è invece di 300 × 80 mm, simile (eccetto che nei colori) alle targhe anteriori italiane emesse fino al 5 maggio 1985.
Le targhe d'immatricolazione dei motocicli e dei quadricicli misurano 180 × 140 mm; quelli su tre righe dei ciclomotori, delle bici elettriche e dei segway 100 × 140 mm.

### Re-immatricolazioni, targhe trasferibili e personalizzate

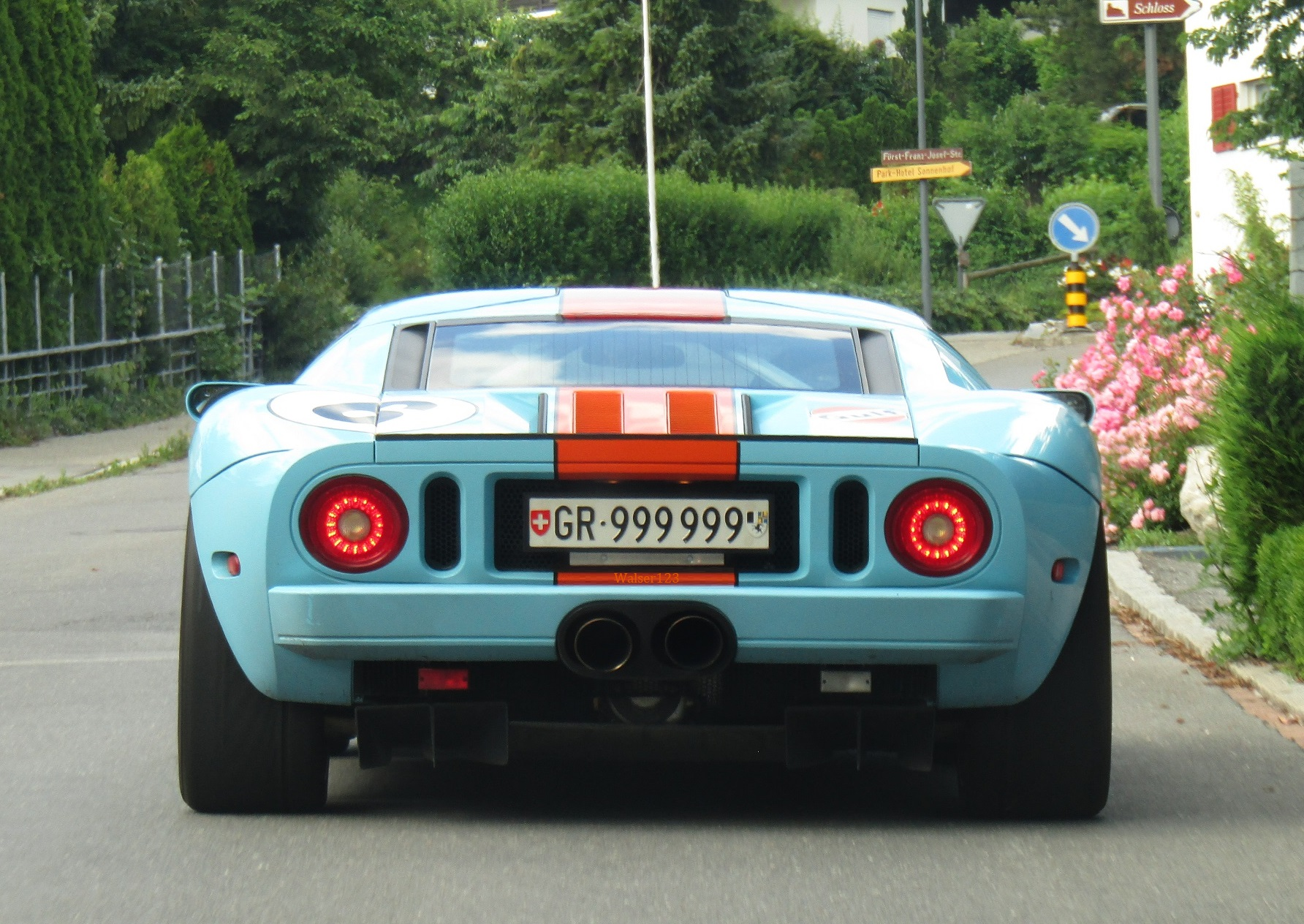
Targa personalizzata applicata a un'auto sportiva del Canton Grigioni

In Svizzera, diversamente da quanto accade in molti Stati, il proprietario mantiene la stessa targa anche se cambia il veicolo e/o il domicilio nello stesso cantone; tuttavia se cambia cantone di domicilio o residenza, deve consegnare la targa e ritirarne una nuova con la sigla del nuovo cantone. 
Esiste anche la possibilità di richiedere le cosiddette "targhe trasferibili". In pratica si immatricolano non più di due veicoli della stessa categoria con la stessa targa, a condizione che non possano circolare contemporaneamente. Il proprietario apporrà di volta in volta le targhe sul veicolo che intenderà utilizzare, purché non sia d'epoca o un rimorchio. Il vantaggio sta nel premio assicurativo e nelle tasse di circolazione inferiori rispetto a quelle da pagare in caso di una doppia immatricolazione.
Le combinazioni alfanumeriche delle targhe d'immatricolazione restituite, vengono rimesse in circolazione dopo un periodo di tempo ragionevole nella maggior parte dei cantoni, in qualcuno tuttavia (come in quello di Ginevra) vengono assegnati numeri sempre nuovi. Alcuni cantoni consentono di scegliere la combinazione numerica al di fuori della progressione seriale. A volte le targhe con numerazione molto bassa (per es. SG da 1 a 20) sono messe all'asta per essere vendute al miglior offerente; tali aste servono a migliorare il bilancio dei singoli cantoni. Il 3 luglio 2024 è stata battuta all'asta per 299 000 CHF la targa ZH 24, stabilendo il record per l'importo più alto pagato per una targa svizzera. Le targhe con i numeri da una a quattro cifre possono anche essere ereditate.

### Particolarità della numerazione
La Svizzera è l'unico Paese in Europa dove si può attribuire lo stesso numero a un'auto, a una moto e a un trattore (anche se i mezzi agricoli hanno targhe con un colore diverso da quelle standard). Si stima che in tutta la Confederazione i "doppioni" in circolazione siano ben 750.000. Il che può diventare un problema in caso di pedaggi o violazioni del codice della strada rilevati da sistemi elettronici: può accadere infatti che la contravvenzione venga recapitata al destinatario sbagliato.

## Sigle automobilistiche e cantoni corrispondenti
Le sigle automobilistiche in vigore dal 1933 e i rispettivi cantoni o semicantoni sono le seguenti, in ordine alfabetico:
- AG -  Argovia (Aargau)
- AI -  Appenzello Interno (Appenzell Innerrhoden)
- AR -  Appenzello Esterno (Appenzell Ausserrhoden)
- BE -  Berna (Bern/Berne)
- BL -  Basilea Campagna (Basel - Landschaft)
- BS -  Basilea Città (Basel - Stadt)
- FR -  Friburgo (Fribourg/Freiburg)
- GE -  Ginevra (Genève)
- GL -  Glarona (Glarus)
- GR -  Grigioni (Graubünden/Grigioni/Grischun)
- JU -  Giura (Jura)[7]
- LU -  Lucerna (Luzern)
- NE -  Neuchâtel (Neuchâtel)
- NW -  Nidvaldo (Nidwalden)
- OW -  Obvaldo (Obwalden)
- SG -  San Gallo (Sankt Gallen)
- SH -  Sciaffusa (Schaffhausen)
- SO -  Soletta (Solothurn)
- SZ -  Svitto (Schwyz)
- TG -  Turgovia (Thurgau)
- TI -  Ticino (Ticino)
- UR -  Uri (Uri)
- VD -  Vaud (Vaud)
- VS -  Vallese (Valais/Wallis)
- ZG -  Zugo (Zug)
- ZH -  Zurigo (Zürich)

## Targhe provvisorie e dei veicoli militari

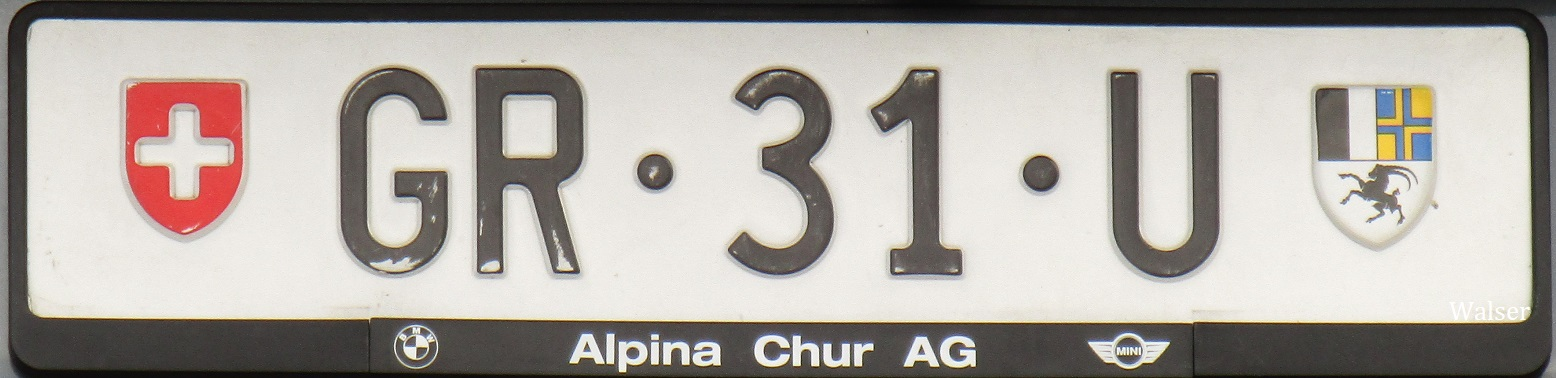
Esempio di targa prova posteriore

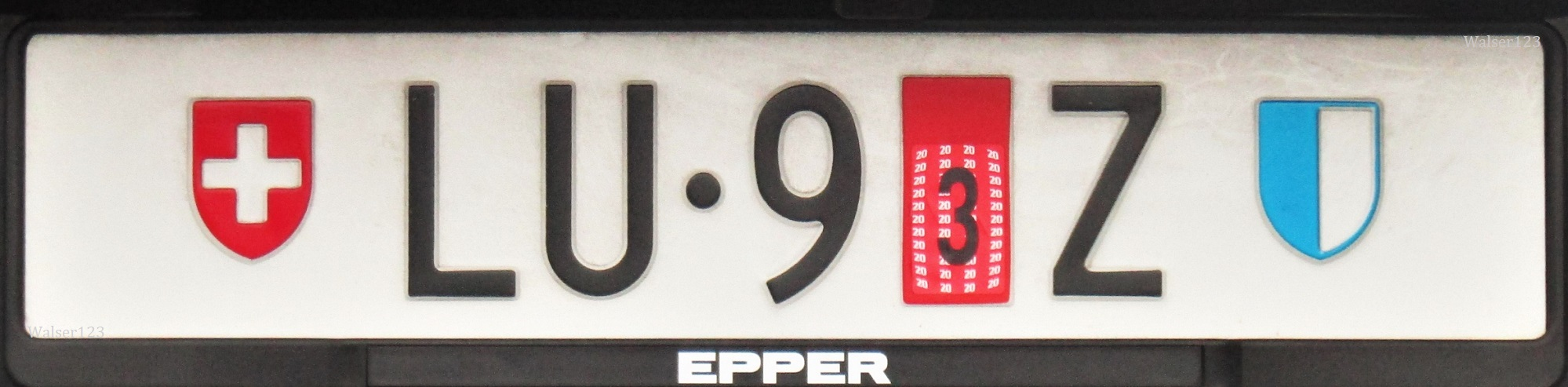
Targa posteriore di un veicolo importato da sdoganare

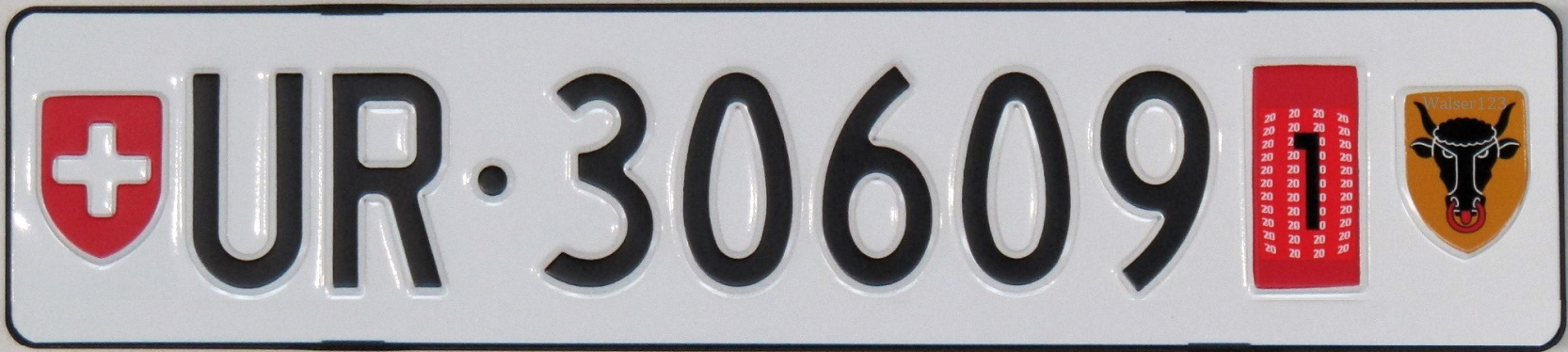
Targa di un veicolo importato il cui dazio è stato pagato

In Svizzera vengono tuttora emesse alcune targhe con sigle speciali. 
Le lettere U e Z sono sempre posposte alla sigla cantonale e alla numerazione; la M, riservata ai veicoli dell'Esercito, viene invece anteposta alla numerazione. 
- M - Automezzi militari (Militärfahrzeuge in tedesco), veicoli del Dipartimento federale della Difesa, del Corpo delle guardie di confine, delle autorità investigative doganali, dell'Ufficio federale dell'armamento (Armasuisse) e del Servizio delle attività informative della Confederazione. Dal 1925 al 1961 tutte le targhe d'immatricolazione militari erano su due righe, lo stemma della Confederazione e la "M" di colore rosso erano posizionati in alto e la numerazione in basso. Furono emesse targhe con la "M" bianca, anche anteriori su una linea, a partire dal 1961. Il formato attuale venne introdotto nel 1973.
- U - Targhe provvisorie di prova ("U" è l'iniziale di Unternehmen, cioè "commerciante", o di Umhangschild, ossia "targa da fissare temporaneamente") utilizzate a partire dal 1977[8] da proprietari di autofficine, concessionari e garagisti per veicoli da collaudare su strada. È consentito apporre queste targhe anche sul cofano e sul retro del veicolo tramite un magnete.
- Z - Targhe per veicoli importati che non sono stati ancora sdoganati in Svizzera; la validità massima è di dodici mesi, rinnovabili fino alla scadenza dell'autorizzazione doganale. La lettera "Z", che in tedesco sta per Zollschild, ossia "targa doganale", è preceduta da un rettangolo rosso con una tabella nella quale viene indicato con un numero nero da 1 a 12 il mese di scadenza sopra le ultime due cifre dell'anno di validità, di colore bianco e ripetute quarantaquattro volte. Se il dazio è stato pagato, sulla destra non è visibile la lettera "Z" ma solamente il rettangolo rosso con mese e anno di validità massima indicati nella tabella[9].

## Colori e dimensioni dei vari formati
| Immagine/i | Categoria o uso del veicolo | Dimensioni targa anteriore | Dimensioni targa posteriore |
| ---------- | --- | -------------------------- | --------------------------- |
|            | Autoveicoli, semirimorchi e rimorchi | 300 × 80 mm                | 500 × 110 mm 300 × 160 mm   |
|            | Veicoli da lavoro: macchine edili, autogrù, autopompe, veicoli speciali utilizzati per la manutenzione della strade                                                           | 300 × 80 mm                | 500 × 110 mm 300 × 160 mm   |
|            | Motoslitte e veicoli eccezionali (escavatori pesanti, mietitrebbia ecc.) che per design o destinazione d'uso non rispettano le norme generali in materia di peso e dimensioni | 300 × 80 mm                | 500 × 110 mm 300 × 160 mm   |
|            | Macchine agricole | 300 × 80 mm                |                             |
|            | Motocicli, tricicli motorizzati, veicoli elettrici di prossimità urbana |                            | 180 × 140 mm                |
|            | Motocicli leggeri (fino a luglio 2013), quadricicli |                            | 180 × 140 mm                |
|            | Ciclomotori, bici elettriche con velocità > 25 km/h, scooter per la mobilità con velocità > 20 km/h, segway (da giugno 2015)                                                  |                            | 100 × 140 mm                |
|            | Ciclomotori delle Poste e Ferrovie federali (dal 2004) |                            | 100 × 140 mm                |
|            | Motocicli leggeri (da luglio 2013), segway (fino a giugno 2015) |                            | 100 × 140 mm                |
|            | Veicoli militari | 300 × 80 mm                | 500 × 110 mm 300 × 160 mm   |
|            | Targa supplementare, utilizzata insieme alla coppia di targhe ordinarie, da fissare sul portabiciclette da gancio di traino (dal 1º marzo 2022)                               |                            | 500 × 110 mm                |

## Targhe diplomatiche

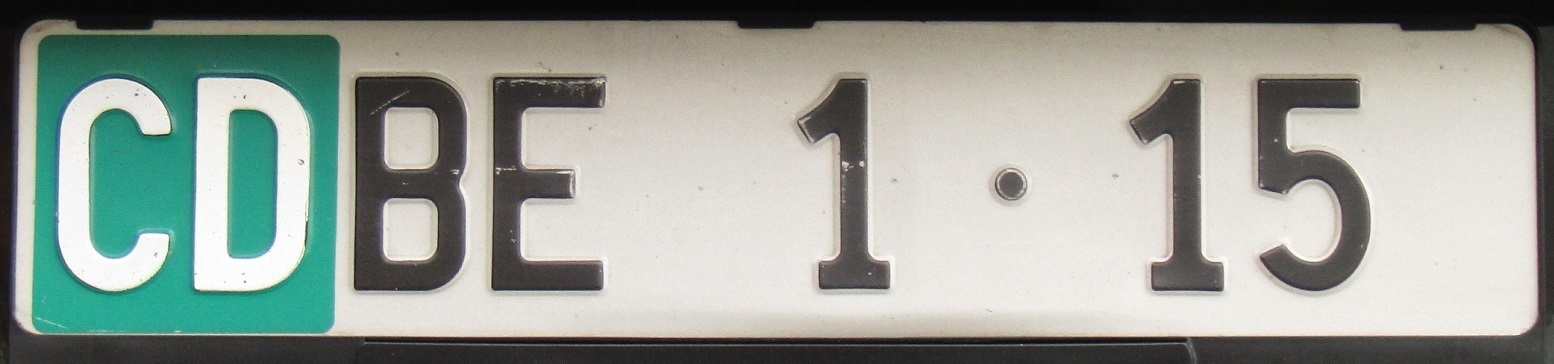
1 = ambasciatore, 15 = Liechtenstein

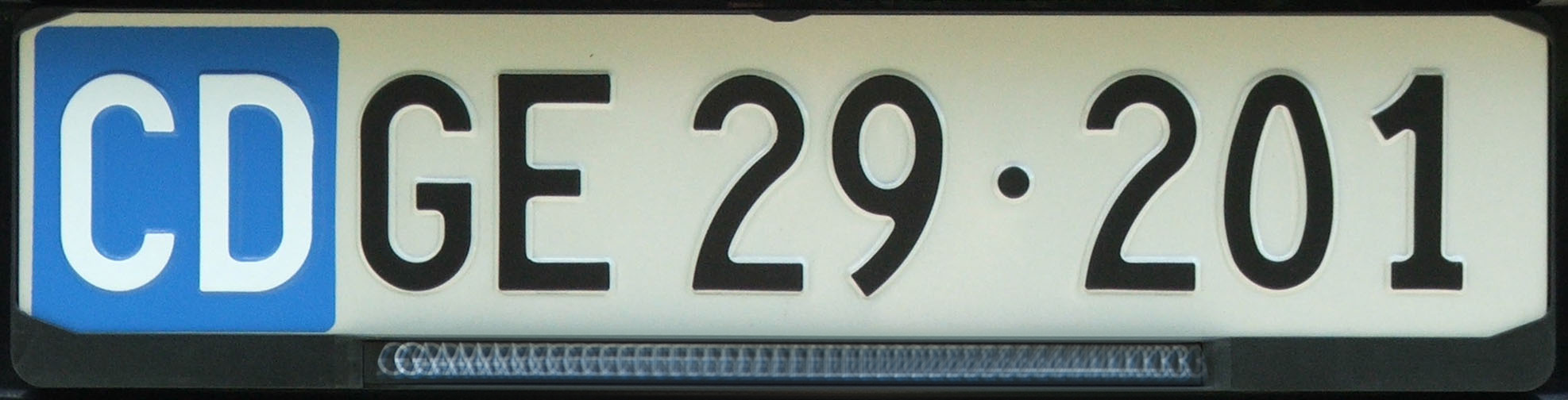
Banda azzurra = organizzazione internazionale, 201 = Unione europea

Le targhe con la sigla CC o CD o AT (che sta per Administrative and Technical Personnel in inglese), in caratteri bianco-argento su una fascia verticale a sinistra, sono assegnate rispettivamente a Corpi consolari, Corpi diplomatici e al personale tecnico-amministrativo di una missione diplomatica. La banda è sempre di colore verde per i codici "CC" e "AT", verde o azzurra per la sigla "CD", a seconda che questa identifichi veicoli intestati ad ambasciate (solo a Berna) / consolati o a missioni permanenti presso organizzazioni internazionali. 
La numerazione è distinta per ciascuna serie: ci sono veicoli con il codice "CD" e lo stesso numero di targa, ma sfondo di colore diverso. Il secondo gruppo di cifre, a destra del punto, identifica lo Stato della rappresentanza o l'organizzazione internazionale. 
Le targhe anteriori hanno le stesse dimensioni di quelle posteriori (500 × 110 mm); in quelle posteriori mancano gli stemmi.

## Numerazioni speciali

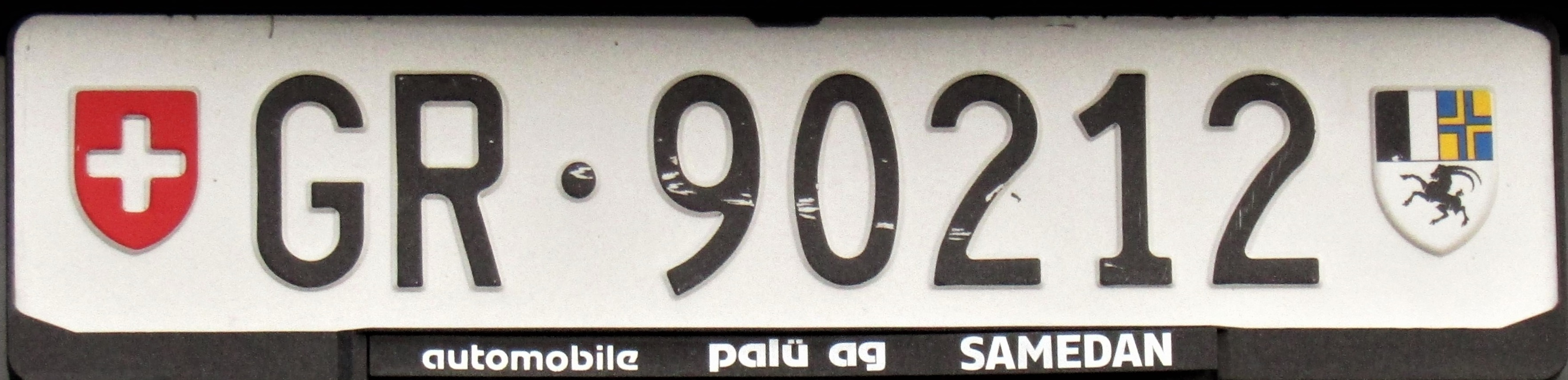
Targa di un veicolo di Samnaun, comune extradoganale

- Cantone dei Grigioni. Per i residenti del comune di Samnaun, in Bassa Engadina, le targhe con numerazione GR 90001−GR 99999 sono riservate a tutte le categorie di veicoli a motore. Essendo Samnaun una zona extradoganale, ogni autoveicolo o motoveicolo lì acquistato non deve essere sdoganato né in Svizzera né in Austria. La numerazione speciale indica quindi che il veicolo non è stato sdoganato. Qualora esso venisse successivamente venduto al di fuori di Samnaun, ma comunque in territorio svizzero, il proprietario è tenuto a dichiararlo. Contrariamente al resto della Confederazione, ai residenti nel territorio comunale suddetto non viene rilasciata una targa con la tabella rossa adesiva e la lettera "Z", com'è prassi per i veicoli non sdoganati, ma una normale targa cantonale con la serie di numeri sopra specificati.
- Canton Ginevra. A tutti i veicoli a motore del Comitato Internazionale della Croce Rossa (CICR) di Ginevra, non sdoganati in Svizzera e utilizzati solo all'estero per il CICR, è assegnata la serie GE 901000−GE 949999. Nelle targhe diplomatiche il codice numerico che identifica i veicoli di quest'organizzazione è 026[12].

## Targhe cessate

### Veicoli a noleggio

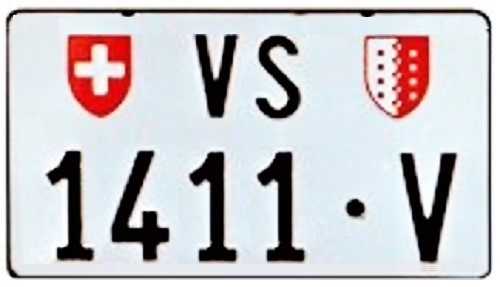
Formato cessato nel 2001 per veicoli a noleggio

Le targhe per veicoli a noleggio erano contraddistinte dalla lettera V (iniziale di Vermietung, che in tedesco significa appunto noleggio) posposta alla numerazione. L'emissione iniziò nel 1977 e terminò alla fine del 2000; a partire dal 2001 le auto e le moto a noleggio vengono immatricolate con targhe ordinarie, come prima del 1977.

### Autorità federali

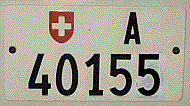
Targa di un veicolo dell'amministrazione federale

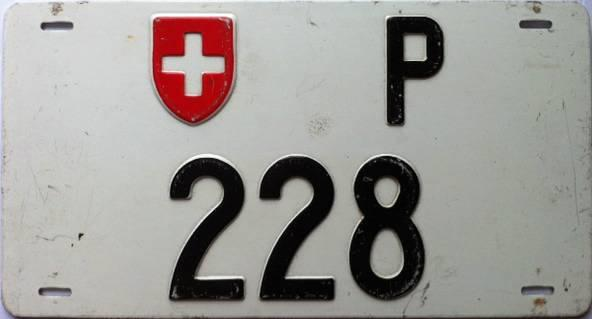
Targa di un veicolo delle poste federali

L'Amministrazione, le Poste e le Ferrovie federali avevano delle targhe apposite, prive dello stemma cantonale a destra, fino al 31 dicembre 2003; dal 1º gennaio 2004 i veicoli assegnati in dotazione a questi enti sono immatricolati con targhe cantonali. La lettera A (che stava per Administration in francese) o P (iniziale di Post in tedesco, Postes, in francese e Poste, in italiano) era seguita da un numero sequenziale di cinque cifre; la prima indicava il Dipartimento federale al quale la targa faceva capo. 
Nell'elenco sotto riportato "x" = cifra da 0 a 9.
- A · 1xxxx: Dipartimento federale degli affari esteri (DFAE)
- A · 2xxxx: Dipartimento federale dell'interno (DI)
- A · 3xxxx: Dipartimento federale di giustizia e polizia (DFGP)
- A · 4xxxx: Dipartimento federale della difesa, della protezione della popolazione e dello sport (DDPS)
- A · 5xxxx: Dipartimento federale delle finanze (DFF)
- A · 6xxxx: Dipartimento federale dell'economia, della formazione e della ricerca (DFE)
- A · 7xxxx: Dipartimento federale dell'ambiente, dei trasporti, dell'energia e delle comunicazioni (DATEC)
- P · 1xxxx – P · 7xxxx: Poste federali
- P · 8xxxx – P · 9xxxx: Ferrovie federali

### Biciclette

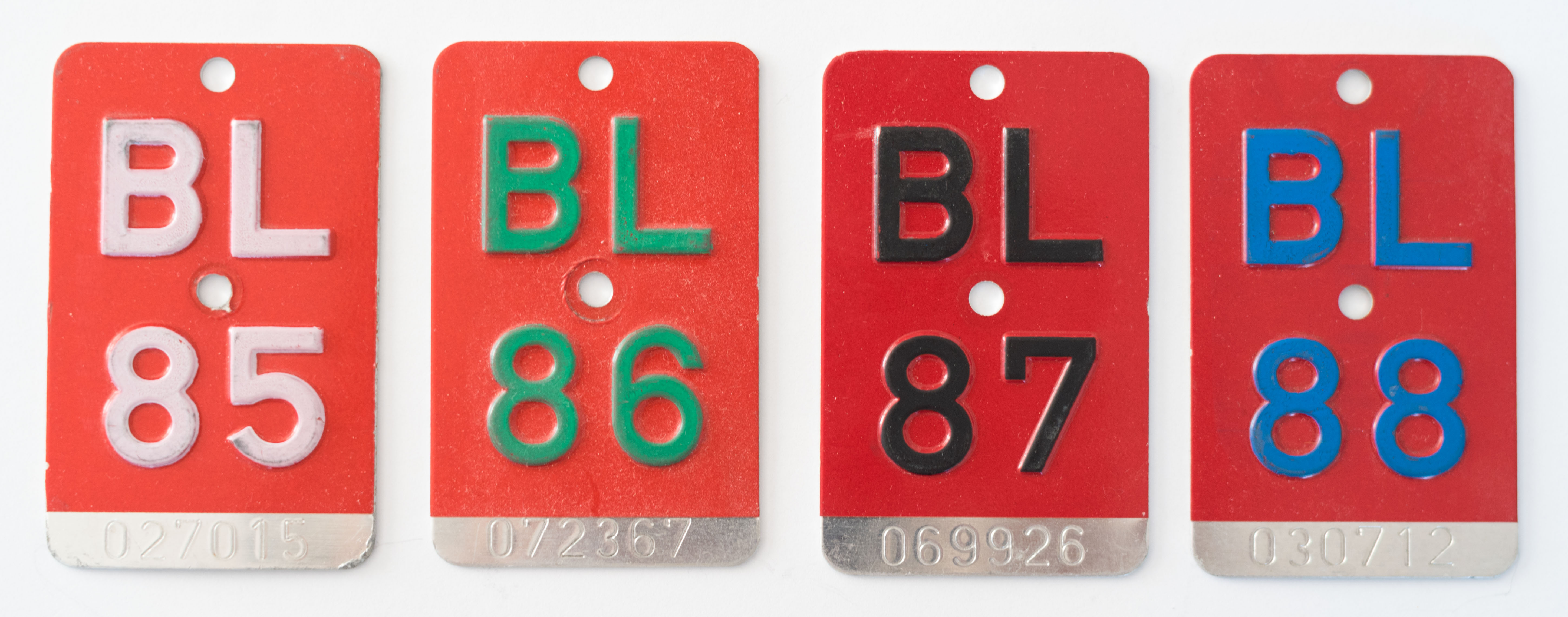
Targhette metalliche utilizzate dal 1985 al 1988 nel Canton Basilea Campagna

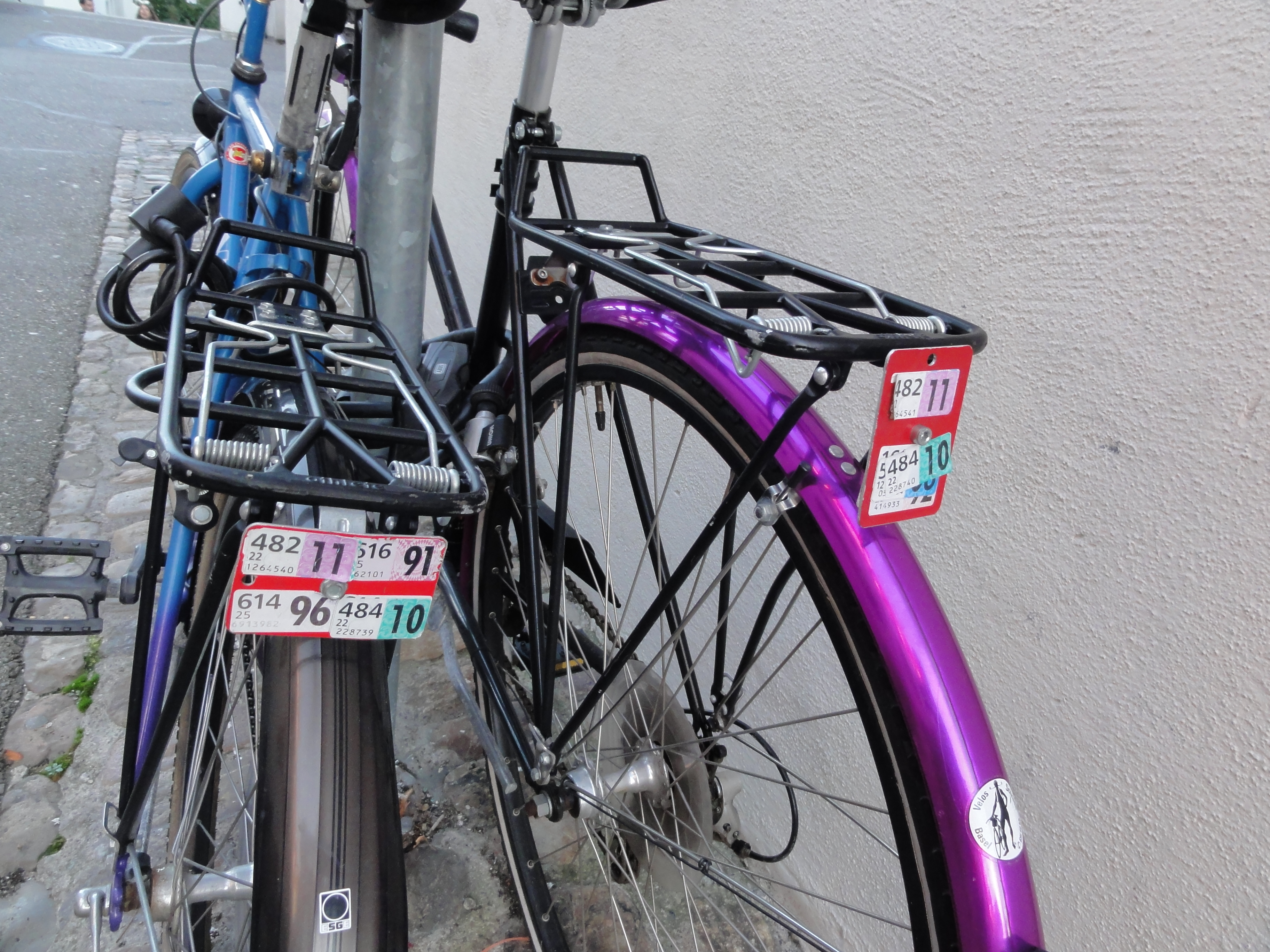
"Vignette" del tipo in uso dal 1990 al 2012 fissate sul retro di due biciclette

La Confederazione Elvetica è l'unico Paese al mondo in cui è esistito un sistema di targatura per le biciclette. A livello nazionale l'obbligo dell'assicurazione per questa categoria di veicoli fu introdotto il 1º gennaio 1960 e restò in vigore fino al 31 dicembre 2011. In alcuni cantoni, però, risaliva addirittura al XIX secolo. La stipulazione dell'assicurazione di responsabilità civile (ARC) veniva attestata da una piccola targa metallica con dimensioni 80 × 50 mm, rilasciata dalle autorità comunali, che doveva essere apposta sul lato posteriore del velocipede e il cui colore dello sfondo, variabile fino alla fine degli anni cinquanta, era quasi sempre rosso a partire dagli anni sessanta. La sigla cantonale generalmente occupava la linea superiore e sormontava le ultime due cifre dell'anno della validità, a volte tuttavia l'ordine era invertito: cifre in alto e sigla in basso; sul margine inferiore era impresso un numero seriale, a cinque o (negli anni Ottanta) sei cifre, di colore bianco su fondo argento.
Dal 1990 la targhetta, divenuta riflettente, si poteva acquistare in svariati punti vendita: posti di polizia comunale, sportelli postali e ferroviari, supermercati e organizzazioni d'interesse per il traffico. Posizionata tra il portapacchi e il copriruota posteriore, vi era incollato un adesivo con validità annuale di dimensioni 20 × 40 mm che a destra riportava le ultime due cifre dell'anno su uno sfondo il cui colore cambiava annualmente. A sinistra si trovavano tre numeri: quello in alto era il codice della compagnia assicuratrice, sotto il quale, in caratteri più piccoli, era impresso un codice a due cifre identificativo del cantone (vd. sotto); quello più in basso, ancora più piccolo, era un numero seriale. Per essere coperti dall'ARC non bastava comprare la "vignetta", com'era chiamata per la somiglianza con un francobollo: questa doveva essere incollata sul retro della bici; ogni cantone decideva in merito alla forma e al colore dei contrassegni. In caso di furto o smarrimento, doveva esserne acquistata un'altra. I velocipedi su cui era incollata la vignetta (dal costo di 5 franchi svizzeri) erano assicurati fino a 2 milioni di CHF. Dal 2012 il risarcimento è a carico della responsabilità civile privata.

### Codici numerici identificativi dei cantoni nelle "vignette" emesse dal 1990 al 2012
| Numero | Cantone            | Numero | Cantone   | Numero | Cantone            |
| ------ | ------------------ | ------ | --------- | ------ | ------------------ |
| 01     | Zurigo             | 02     | Berna     | 03     | Lucerna            |
| 04     | Uri                | 05     | Svitto    | 06     | Obvaldo            |
| 07     | Nidvaldo           | 08     | Glarona   | 09     | Zugo               |
| 10     | Friburgo           | 11     | Soletta   | 12     | Basilea Città      |
| 13     | Basilea Campagna   | 14     | Sciaffusa | 15     | Appenzello Esterno |
| 16     | Appenzello Interno | 17     | San Gallo | 18     | Grigioni           |
| 19     | Argovia            | 20     | Turgovia  | 21     | Ticino             |
| 22     | Vaud               | 23     | Vallese   | 24     | Neuchâtel          |
| 25     | Ginevra            | 26     | Giura     |        |                    |

## Vecchio sistema

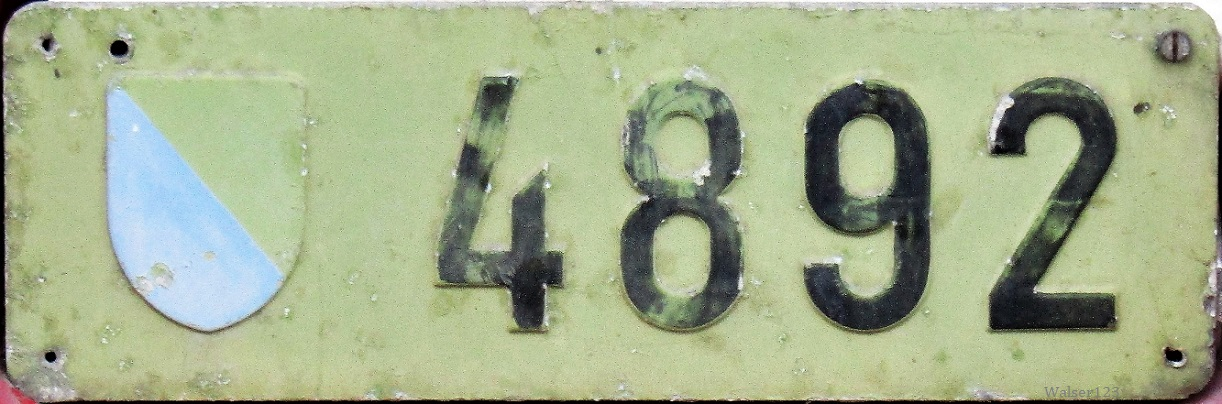
Targa di un trattore d'epoca del Canton Zurigo con sistema in uso dal 1905 al 1933

Dal 6 febbraio 1905 al 1933 le targhe elvetiche ordinarie, in origine nere con caratteri bianchi e dal 1922 bianche con caratteri neri, avevano già i due stemmi nazionale e cantonale, ma riportavano semplicemente una numerazione progressiva di quattro cifre, assegnata ai cantoni in base a dei blocchi specifici, che a partire dal 1914 precedeva una lettera di dimensioni uguali a quelle degli stemmi. Nel seguente elenco non compare il Canton Giura, che venne istituito nel 1979.
Numerazioni identificative dei cantoni:
- 0001–1000 - Zurigo
- 1001–2200 - Berna
- 2201–2600 - Lucerna
- 2601–2700 - Uri
- 2701–2900 - Svitto
- 2901–3000 - Obvaldo
- 3001–3100 - Nidvaldo
- 3101–3300 - Glarona
- 3301–3400 - Zugo
- 3401–3800 - Friburgo
- 3801–4100 - Soletta
- 4101–4600 - Basilea Città
- 4601–4800 - Basilea Campagna

- 4801–5000 - Sciaffusa
- 5001–5200 - Appenzello Esterno
- 5201–5300 - Appenzello Interno
- 5301–5800 - San Gallo
- 5801–6000 - Grigioni
- 6001–6400 - Argovia
- 6401–6700 - Turgovia
- 6701–7100 - Ticino
- 7101–8100 - Vaud
- 8101–8400 - Vallese
- 8401–8800 - Neuchâtel
- 8801–9999 - Ginevra